# Ghiacciaio Breguet
Il ghiacciaio Breguet (in inglese Breguet Glacier) (64°10′S 60°48′W) è un ghiacciaio situato sulla costa di Danco, nella parte occidentale della Terra di Graham, in Antartide. Il ghiacciaio, il cui punto più alto si trova 682 m s.l.m., fluisce fino ad arrivare alla cala di Cierva, nella baia di Hughes, a sud del ghiacciaio Gregory.

## Storia
Il ghiacciaio Breguet è stato osservato su una mappa del governo argentino del 1957 e non si sa chi abbia effettivamente effettuato il primo avvistamento del vivo, comunque esso è stato così battezzato nel 1960 dal Comitato britannico per i toponimi antartici in onore dei fratelli Louis Charles e Jacques Breguet, pionieri dell'aeronautica francesi che costruirono e fecero volare il primo elicottero a trasportare un uomo in volo verticale.